# Promenaea catharinensis
Promenaea catharinensis är en orkidéart som beskrevs av Rudolf Schlechter. Promenaea catharinensis ingår i släktet Promenaea och familjen orkidéer. Inga underarter finns listade i Catalogue of Life.